# Adama Sidibeh
Adama Sidibeh (25 giugno 1998) è un calciatore gambiano, attaccante del St. Johnstone e della nazionale gambiana.

## Biografia
Nato in Gambia, vive lì fino al 2022 quando riesce a ricongiungersi con la famiglia in Inghilterra.

## Carriera

### Club
Cresce calcisticamente nel GPA, per poi trasferirsi in Inghilterra e giocare nelle categorie inferiori (North West Counties Football League). Messosi in luce con il Warrington Rylands, nel 2024 viene acquistato dalla società scozzese del St. Johnstone, militante in Scottish Premiership.

### Nazionale
Vanta 4 presenze e una rete con la nazionale maggiore, segnata all'esordio contro Seychelles.